# Солониченко Алім Олександрович

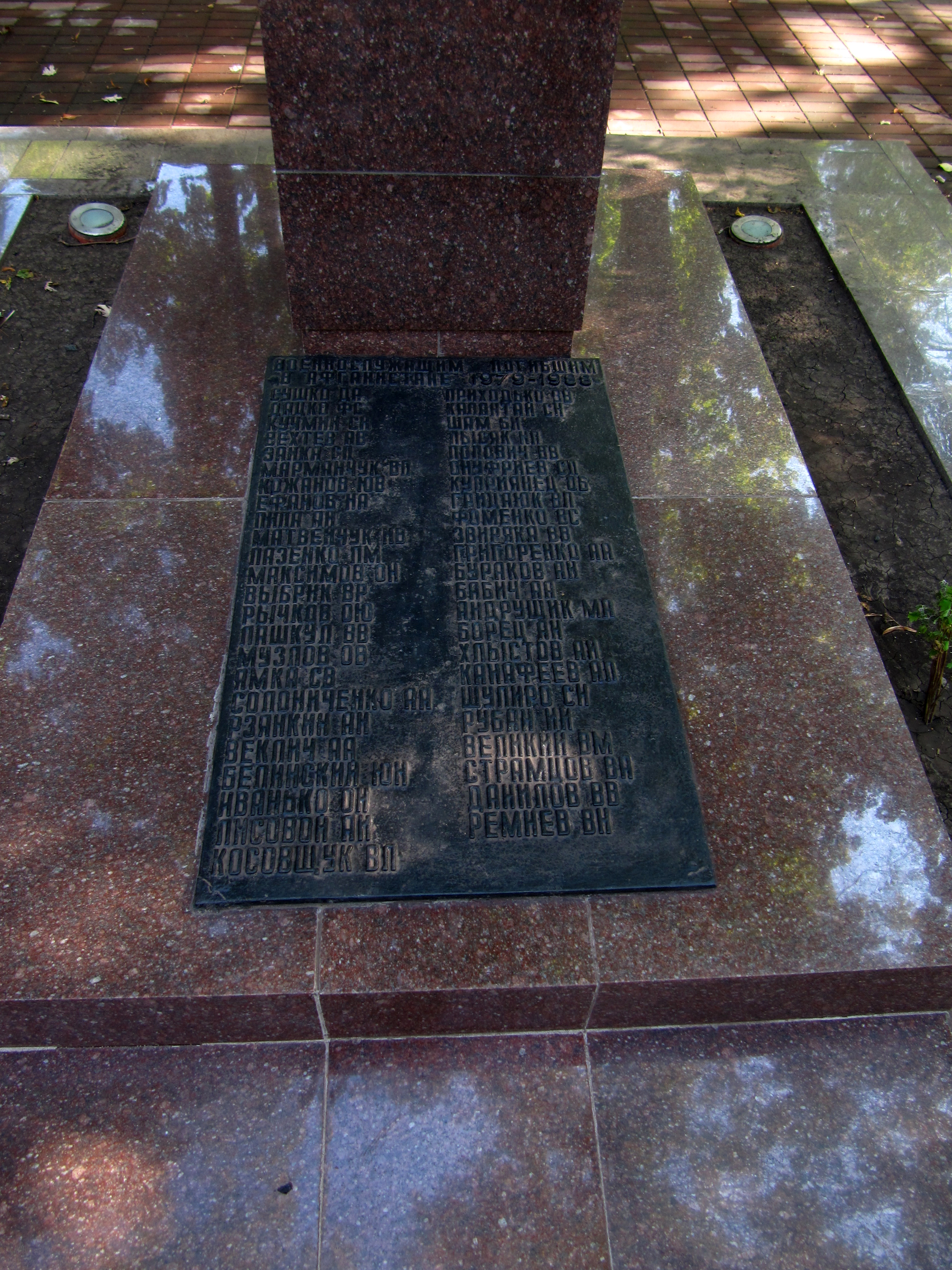
Ім'я на пам'ятнику воїнам-інтернаціоналістам на Дзержинці (Кривий Ріг)

Солониченко Алім Олександрович (18 липня 1966, Кривий Ріг, Дніпропетровська область - 27 березня 1985, Афганістан) — радянський військовослужбовець, рядовий, розвідник-санітар загону спецназу.

## Біографія
Народився 18 червня 1966 року у місті Кривий Ріг у робітничій сім'ї. Українець. Батько, Солониченко Олександр Андрійович - слюсар на Північному гірничо-збагачувальному комбінаті.
Закінчив школу №40 у Кривому Розі.
З 27 вересня 1983 по 9 квітня 1984 року працював слюсарем теплосилового цеху на ПівнГЗК.
23 червня 1984 року Тернівським районним військовим комісаріатом Кривого Рогу покликаний сержантом на службу до Збройних сил СРСР. З 11 вересня 1984 року в Афганістані у складі військової частини польова пошта № 44653. Пройшов спецпідготовку за статутом ПДВ. Неодноразово брав участь у бойових діях у провінції Логар. Виявив себе сміливим та підготовленим воїном.
У бою 24 березня 1985 року діяв рішуче та вміло. Зайнявши позицію на шляху відходу супротивника в гори, вогнем з автомата та гранатомета вивів з ладу кількох бунтівників. Був важко поранений, але продовжував безперервний вогонь до підходу підкріплення.
Помер 27 березня 1985 року у шпиталі від отриманих ран.
Похований у Кривому Розі на цвинтарі району Веселі Терни, ділянка 2, ряд 1, могила 14.

## Пам'ять
- Іменем названа вулиця у Кривому Розі[3];
- Ім'я на пам'ятнику воїнам-інтернаціоналістам у Кривому Розі;
- Ім'я на пам'ятнику воїнам-інтернаціоналістам Дніпропетровщини, які загинули в Афганістані;
- Ім'я на пам'ятному знаку на честь воїнів-інтернаціоналістів тернівчан, які загинули в Афганістані, встановленому у жовтні 2011 року на вулиці Малиновського у Кривому Розі[4][5].

## Нагороди
- Орден Червоної Зірки (посмертно) - за мужність, самовідданість та стійкість;
- Медаль «Воїну-інтернаціоналіст від вдячного афганського народу»;
- Нагрудний знак «Воїну-інтернаціоналісту».